# Помаранче
Помаранче (на италиански: Pomarance) е град и община в Италия, в региона Тоскана, провинция Пиза, в географския район Валдичечина. Населението му е около 6300 души (2004).